# Ли, Лолетта
Лоле́тта Ли (род. 8 января 1965 года, Британский Гонконг) — гонконгская актриса и модель. Заявив себя в конце 1980-х гг. как серьёзная актриса, в начале 1990-х гг. Лолетта приняла решение сниматься в эротических фильмах категории III. Проработав в этом жанре всего три года, актриса покинула кинематограф, вышла замуж и родила ребёнка.
Спустя три года Лолетта вновь появилась на экранах в социальной драме «Обыкновенные герои», роль в которой принесла ей премию «Золотая лошадь» (1999) в номинации «За лучшую женскую роль». Лолетта Ли вновь позиционировала себя как серьёзную актрису и дабы избежать ассоциаций со своим прошлым в категории III сменила имя на Рэйчел Ли, впрочем достичь былой популярности ей так и не удалось.

## Биография
Родители Лолетты, хакка по национальности, китайские эмигранты, проживавшие в Индонезии, происходили из уезда Мэйсянь провинции Гуандун, поэтому с детства Лолетта свободна говорила на нескольких языках: севернокитайском, кантонском, хакка и индонезийском. Во время обучение в средней школе девушка стала моделью и начала сниматься в рекламе. После окончания обучения в Concordia Lutheran School (北角协同中学) продолжила карьеру в шоу-бизнесе. В кино пришла в середине 1980-х с подачи Рэймонда Вонга, набиравшего девушек для своего фильма «Счастливый призрак». Первый фильм с участием Лолетты, «Бесконечная любовь», где она сыграла вместе с Энди Лау и Айрин Ван, добрался до кинотеатров в марте 1984 года, а уже до конца года в прокат вышло ещё четыре фильма с её участием.
В последующие пять лет Лолетта стала одним из самых узнаваемых лиц жанра «романтической комедии для девочек». Она играла возлюбленную Лесли Чуна в мелодрамах «Счастливого рождества» (1984) и «Только для твоего сердца» (1985), снималась в сказках «Счастливый призрак» (1985) и «Остров фантазий» (1985) у Рэймонда Вонга, и прописалась в популярном семейном киносериале «Этот безумный, безумный, безумный мир» (1987/1988/1989/1992). Хотя в 1990 году Лолетта снялась в главной роли в эротическом триллере «Тюремный эрос», в нём она не раздевалась на экране — этот перелом случился позже.
В 1993 году актриса принимает решение сняться в эротических фильмах «Дух любви» и «Безумная любовь» — практически бессюжетных, но ставших безумно популярными благодаря тому, что Лолетта впервые в них обнажилась, сохранив за собой амплуа весёлой раскованной девушки. Спустя годы актриса объяснила своё решение тем, что в свои 27 лет устала играть легкомысленных школьниц. Ей хотелось сменить амплуа и обратить на себя внимание, что и было достигнуто в полной мере. Лолетта проработала в эротическом жанре три года. Периодически она появлялась в мейнстримном кино, но новые предложения год от года иссякали. Впрочем, тогда вышли её самые известные фильмы — «Дикие девчонки» (1994), «Раздетые девушки» (1994), «Секс и дзен 2» (1996). Помимо фильмов в те времена она выпустила два достаточно популярных альбома своих эротических фотографий. Спустя годы она признается, что в отличие от другой звезды эротических фильмов, Шу Ци, она никогда не сожалела о том, что появлялась на экране обнажённой.
В 1996 году, после «Секса и дзена 2», Лолетта вышла замуж, родила ребёнка и взяла перерыв на три года, во время которых всячески отрицала слухи, что ушла из кино из-за болезни, и планировала большое возвращение. На большие экраны актриса вернулась в 1999 году, когда известная постановщица Энн Хёй доверила ей главную роль в своей драме «Обыкновенные герои». Фильм не собрал в прокате даже миллиона гонконгских долларов, но критики приняли его очень доброжелательно, сама Ли в 1999 году за роль в данном фильме получила премию «Золотая лошадь» как лучшая актриса. Главной своей цели она достигла — повторно заявила о себе, как о серьёзной актрисе.
Дабы избежать ассоциаций со своим прежним имиджем, Лолетта даже взяла себе другое английское имя и с тех пор стала Рэйчел Ли. Впрочем былой популярности она так и не достигла и по настоящее время (2012) снимается во второстепенных гонконгских фильмах. Периодически она мелькает в сравнительно больших фильмах, но преимущественно в эпизодических ролях.

## Личная жизнь
В реальной жизни актриса, воплотившая на экране образ беззаботной и легкомысленной девушки, также не отличалась постоянством в выборе спутников жизни. Её первым известным парнем стал Бо Дэле (кит. 柏德烈), младший брат гонконгской актрисы Деборы Ли (кит. 狄波拉). В 1985 году во время работы над картиной «Crazy Games» 19-летняя Лолетта завязала отношения с Линь Ли (кит. 林利) — участником известного бой-бэнда «小虎队» и её партнёром по фильму. Спустя несколько месяцев актриса восстановила отношения с Бо Дэле. После того она заводила романы с автором комиксов Ци Вэньцзе (кит. 祁文杰), рок-музыкантом Патриком Луи (кит. 雷有晖) и актёром Чин Карлоком (кит. 錢嘉樂).
В 1996 году актриса вышла замуж за гонконгского композитора Сюй Юаня (кит. 许愿), церемония бракосочетания состоялась в Канаде. Их брак средства массовой информации вскоре окрестили союзом «красавицы и чудовища». От Сюй Юаня Лолетта Ли родила дочь 许倚榕. В 2001 году пара рассталась, разделив право опеки над дочерью.
После того актриса встречалась с неким 林青峰.
В марте 2004 года СМИ обнаружили любовную связь между Лолеттой Ли и уже женатым стилистом Джэки Ма (кит. 马桂灿). Начиная с конца 2002 года Лолетта вместе с дочкой жила вместе с супружеской четой Ма. Обе женщины, Джанет Ма и Лолетта Ли, находились в хороших дружеских отношениях, пока Джанет не начала публиковать в прессе признания, которые проливали негативный свет на отношения в её семье. Как утверждала сама Джанет, длительное время она и муж делили постель вместе с Лолеттой, вместе принимали наркотики. Жена Джэки признавалась, что изначально не была против того, чтобы разделить мужа с известной актрисой («если все трое получают достаточно любви, то что в этом плохо»), присутствие которой «воодушевляло» мужа. В опубликованной ею книге воспоминаний «珍人真事» она признавалась, что испытывала к Лолетте не столько дружеские, сколько любовные чувства. Однако в 2004 году «подлые» и «провокационные» поступки Ли сделали невозможным сохранение прежних отношений. Сама Лолетта не подтверждала эти слухи, но в то же на прямые вопросы журналистов, является ли описанное в книге клеветой, никогда не давала прямого ответа. В одном из интервью актриса отметила, что больше всего страдала от безосновательных кривотолков и приукрашенных сплетен, которых в её жизни было очень много.
В 2008 году актриса начала встречаться с кинематографистом Пань Юаньляном (кит. 潘源良), с которым уже имела отношения до этого. В 2009 году она вышла за него замуж.

## Фильмография
Алым цветом выделены эротические фильмы, в которых актриса появилась обнажённой.

| - Шанхайский блюз (1984) - Before Dawn (1984) - Merry Christmas (1984) - Everlasting Love (1984) - Happy Ghost (1984) - Crazy Games (1985) - The Isle of Fantasy (1985) - The Flying Mr. B (1985) - For Your Heart Only (1985) - Devoted to You (1986) - Kiss Me Goodbye (1986) - My Family (1986) - It’s a Mad, Mad, Mad World (1987) - Porky’s Meatballs (1987) - Последняя победа (1987) - You OK, I’m OK (1987) - Bless this House (1988) - It’s a Mad, Mad, Mad World II (1988) - Mr. Vampire Saga Four (1988) - Running Mate (1989) - It’s a Mad, Mad, Mad World III (1989) - The Wild Ones (1989) - Мистер Кокос (1989) - Goodbye Hero (1990) - Happy Ghost 4 (1990) - Chicken a La Queen (1990) - The Musical Vampire (1990) - Jail House Eros (1990) - The Dragon From Russia (1990) - Saga of the Phoenix (1990) - Off Track (1991) - Forbidden Arsenal (1991) - The Banquet (1991) - Шанхай. Двадцатые годы (1991) - Семейное счастье (1992) - Gun n' Rose (1992) - It’s a Mad, Mad, Mad World Too (1992) - Pom Pom And Hot Hot (1992) - Summer Lovers (1992) | - Happy Partner (1993) - Pink Bomb (1993) - Legend of the Liquid Sword (1993) - Angel Of The Road (1993) - Crazy Love (1993) - Remains Of A Woman (1993) - The Spirit Of Love (1993) - Girls Unbutton (1994) - Why Wild Girls (1994) - Funny Business (1995) - Highway Man (1995) - Tricky Business (1995) [Screenplay] - Sexy and Dangerous (1996) - Sex & Zen 2 (1996) - Once Upon a Time in Triad Society (1996) - Bloody Friday (1996) - Those were the Days (1996) - Обыкновенные герои (1999) - Esprit D’Amour (2001) - Nightmares in Precinct 7 (2001) - Killing End (2001) - Love is a Butterfly (2002) - Market’s Romance (2002) - Love in Garden Street (2002) - Happy Mother (2003) - My Troublesome Buddy (2003) - Silly Kung Fu Family (2004) - Gun Affinity (2004) - Chinese Paladin (TV series) (2004) - A Wondrous Bet (2005) - The Pye-Dog (2007) - Red River (2009) |